# Alan Wake 2
Alan Wake 2 — це горор з елементами виживання, розроблений Remedy Entertainment і виданий Epic Games Publishing. Реліз на платформах PlayStation 5, Xbox Series X/S та Microsoft Windows, де вона є ексклюзивом Epic Games Store, відбувся 27 жовтня 2023 року.
Сюжет продовжує історію оригіналу, де автор бестселерів Алан Вейк, який 13 років перебував у пастці альтернативного виміру, намагається втекти, створивши нову історію за участю агента ФБР на ім’я Сага Андерсон. Подібно до Alan Wake (2010), сиквел структурно розділений на 19 епізодів, кожен з яких закінчується кліфгенгером. Цього разу на 13 епізодів гравець бере на себе роль Саги і 6 епізодів — Алана. Гра є частиною спільного мультивсесвіту Remedy, який об'єднує інші франшизи розробника (Alan Wake, Quantum Break і Control) у спільний вигаданий всесвіт, де сюжетні лінійки персонажів або подій з однієї франшизи переносяться або є фундаментом для наступної гри у іншій франшизі від Remedy.
Гра була тепло сприйнята як професійними критиками, так і ігровою спільнотою і відмічена рядом нагород. Критики окремо виділяли відмінну акторську гру, за яку актори Алана (Ілкка Віллі/Метью Порретта) та Саги (Мелані Лібурд) отримали номінації на нагороду «Найкращий виконавець головної ролі» від Golden Joystick Awards та «Найкраща акторська гра» від The Game Awards. Також Alan Wake 2 була номінована на звання «Гри року» багатьма провідними профільними ігровими виданнями та отримала нагороди за «Кращий наратив» і «Кращий геймдизайн».

## Ігровий процес

Ігровий інтерфейс: на екрані вибрана зброя, кількість доступних набоїв до неї і наявні заряди ліхтарика

Подібно до оригіналу, гра є шутером від третьої особи, де гравці використовують комбінацію світла і вогнепальної зброї проти одержимих темрявою ворогів. На відміну від першої гри, яка була пригодницьким бойовиком, Alan Wake 2 акцентує увагу на механіках жанру горору з елементами виживання. Гравцю доступний інвентар з обмеженим простором, де зберігаються боєприпаси та лікувальні предмети. Під час проходження гравці також стикаються з нескладними головоломками, щоб отримати вдосконалене спорядження або поповнити боєзапас.
Гра складається з двох різних кампаній: в одній гравець бере на себе роль Алана Вейка, а в іншій — нової протагоністки, Саги Андерсон. Дві кампанії переплітаються між собою, що дозволяє гравцю перемикатися між ними в специфічних точках на ігровій мапі, при цьому обидві історії віддзеркалюють одна одну. Події кампанії Саги розгортаються на тихоокеанському північному заході, зокрема у трьох локаціях відомих гравцям по оригінальній грі: маленькому містечку Брайт-Фоллз, моторошному лісі на озері Колдрон і занедбаному рибацькому містечку неподалік. Кампанія Алана розгортається переважно в Темному місці у викривленій версії Нью-Йорка, де його реальність безперервно змінюється і перекручується.
У той час як кампанія Саги включає в себе багато квестових і детективних механік: розмов з місцевими жителями, детективного дослідження місцевості та вирішення нескладних головоломок, Алан використовує спеціальну лампу, що дозволяє йому маніпулювати реальністю. Обидва персонажі мають власні палаци пам'яті, які служать для просування сюжету. Подібно до оригіналу, по ігрових локаціях розкидані специфічні набори колекційних предметів, пошук яких допоможе гравцю покращити свою зброю, або відкриє додаткові сюжетні подробиці. Для кожного персонажа ці колекції різні і ніяк не впливають одна на одну.

## Сюжет
| Кампанія Саги |
| Кампанія розгортається в 2023 році. На березі озера Колдрен колишній агент ФБР Роберт Найтінґейл (озвучив Даґ Кокл) виходить з озера. Випадковими свідками цього стає подружня пара туристів, що опинилися неподалік. Поки Найтінґейл безцільно тиняється лісом, його захоплює група людей у масках, які називають себе «Культом дерева». Сектант прив’язує Найтінґейла до столу та вирізає йому серце, але ритуальне вбивство переривають нажахані туристи, що прибувають на місце події. Культисти кидаються наздогін непроханим свідкам, залишивши труп та його вирізане серце. Агенти ФБР Сага Андерсон (Мелані Лібурд) і Алекс Кейсі (зовнішність: Сем Лейк / озвучив: Джеймс Маккеффрі) їдуть до озера Колдрен у Брайт-Фоллз, щоб розслідувати нещодавнє вбивство, Андерсон розмовляє по телефону зі своєю донькою Лоґан. По прибутті їх зустрічає заступник шерифа Малліган. Він направляє агентів на місце злочину, що стався на огородженій Федеральним Бюро Контролю (англ. Federal Bureau of Control, FBC) території. Сага з Кейсі намагаються відстежити сліди жертви в лісі, хоча за ніч озеро вийшло з берегів і затопило значну частину території. Агенти знаходять дивну сторінку рукопису, де розповідається про них самих і розслідування, яке вони проводять у цей самий момент. Сага закінчує огляд місця злочину і наказує відвезти тіло в Брайт-Фоллз для розтину. Прибувши у місто, агенти зустрічаються з шерифом Тімом Брейкером (Шон Ешмор) і свідками вбивства. Сага зауважує, що декілька людей у Брайт-Фоллз ніби давно її знають, хоча вона ніколи раніше там не бувала. Так офіціантка місцевого ресторану Роуз Меріголд заявляє, що Сага покинула район Брайт-Фоллз після смерті своєї дочки. Приголомшена Сага заперечує їй, розуміючи що не впізнає Роуз, а її дочка, Лоґан, жива і здорова. Під час розтину в поліцейському відділку, Сага знаходить нову сторінку рукопису у грудній порожнині Найтінґейла. Побачивши сторінку, шериф Брейкер розповідає, що роками знаходить подібні в околицях міста. Коли він приносить їх, світло в кімнаті починає мерехтіти, і шериф зникає. Поки збентежені агенти намагаються зрозуміти, що сталося, труп Найтінґейла оживає і нападає на них. Згадавши написане на знайденій нею сторінці, Сага розуміє, що Найтінґейл чутливий до світла і відбиває атаку, після чого той зникає, прихопивши своє вирізане серце. Агенти переслідують Найтінґейла до озера Колдрен, Сага помічає свіжі сліди і вирушає за ними. З прочитаного на сторінках невідомого рукопису, детектив пригадує, що для того щоб знайти зниклого Найтінґейла, їй потрібно пройти через щось під назвою «Перехрестя» (англ. Overlap). Дорогою на місце вбивства, Сага зустрічає місцевого жителя, чоловіка на ім’я Ілмо Коскела (англ. Петер Францен), він екскурсовод з сусіднього містечка Вотердіп, де також володіє парком атракціонів, трейлерним парком та єдиною в місті майстернею. Він тут для ремонту станції спостереження, яку в 2010 році встановило Федеральне Бюро Контролю. Від місця вбивства сліди ведуть Сагу ще далі в затоплені озером території. Маючи гостру чутливість до надприродних речей, жінка відчуває ворожу присутність Найтінґейла і слідуючи вказівкам з нових знайдених тут сторінок, їй вдається відкрити прохід на Перехрестя 一 місце перетину з іншою реальністю. Місцевість змінюється і Сага починає чути голос своєї доньки, що кличе на допомогу, але списує це на уяву. Вона також бачить видіння таємничої постаті, яка просить про допомогу. Просуваючись далі, Сага зустрічає Найтінґейла, одержимого злою силою. Він бурмоче щось про «клікер» та «письменник знову почав писати». Після смерті Найтінґейла знову з’являється проекція незнайомця. Його слова наче долітають з пошкодженого радіо і зрозуміло тільки, що він приголомшений тим, що Сага може чути його, він також каже щось про небезпеку, втечу і «Темну присутність». Місцевість починає повертатися до нормального стану і Сага опиняється на березі озера Колдрен та помічає викинутого на берег чоловіка. Отямившись, той починає беззмістовно базікати про когось на ім’я Скретч (англ. Scratch, дослівний переклад: викреслити/закреслити) і Темну присутність. Здивована Сага дізнається, що розмовляє ні з ким іншим, а з Аланом Вейком (зовнішність: Ілкка Віллі / озвучив: Метью Порретта) і своєю чергою приголомшує його новиною, що той пропав безвісти 13 років тому. Алекс Кейсі прибуває на берег до Саги і разом вони вирішують доставити письменника в місто. Дорогою Сага телефонує своїй родині і дізнається, що Лоґан мало не втопилася в домашній ванній, несподівано втративши свідомість. В Брайт-Фоллз Алан розповідає, що останній раз бачив Найтінґейла 13 років тому. На питання про рукопис з титульною сторінкою «Повернення», який він мав при собі, Алан пояснює, що сторінки рукопису знайдені Сагою раніше, належать саме до цієї історії. Оригінальне ім’я автора було кимось закреслене, проте агенти дізнаються, що воно вийшло з під пера Вейка. Алан пояснює, що його ім’я було найімовірніше викреслене темною сутністю на ім’я Скретч, що може приймати подобу Алана. Він каже, що в його голові все перемішано наче після кошмарного сну, але все ж пригадує що з 2010 року знаходився у пастці кошмарного виміру під назвою Темне місце, куди можна дістатися з дна озера Колдрен. І тепер коли йому вдалося вибратися, постає проблема того, що найімовірніше Скретчу також вдалося звідти вийти. Скретч планує переписати манускрипт Алана таким чином, щоб перетворити світ на живий кошмар. Сага робить висновок, що Алан раніше написав рукопис «Повернення», щоб втекти з Темного місця, але Скретч переписав історію в горор і тепер його правки стають реальністю. Алан розповідає агентам про «клікер», пояснюючи, що якщо Скретч захопить його, то остаточно зможе змінити реальність. Сага також питає, яким чином вона сама разом з Кейсі опинилися в Вейковому манускрипті, на що той розповідає, що бачив її в Перехресті, поки перебував в пастці Темного місця і вона якимось чином допомогла йому втекти. Вейк наголошує, що всі вони в небезпеці і Скретч буде переписувати сторінки так, щоб нашкодити їм, тож Клікер, котрий зараз перебуває у Культу дерева потрібно дістати якнайшвидше. Сага залишає письменника під наглядом Кейсі і, користуючись знайденими раніше на сторінках рукопису Вейка зачіпками, вирушає на пошуки культу. Вона прибуває в маленьке рибацьке містечко неподалік. Місцеві жителі там розмовляють з нею так, ніби вони знайомі довгі роки, а власник трейлерного парку Ілмо Коскела стверджує, що Сага жила там зі своєю донькою і віддає ключі від нібито її трейлеру. Діставшись місця призначення, Сага помічає двох пристарілих чоловіків напідпитку — Тора та Одіна Андерсонів, знайомих гравцям по оригінальній грі учасників рок-групи «Старі Боги Асгарда». Вони стверджують, що пов'язані з нею кров'ю, представляючи себе як її дідусів. Хоч і скептична, Сага, не може не помітити в їх словах долю істини. У «своєму» трейлері вона виявляє як свої речі, так і речі Лоґан та знаходить газетну вирізку про її смерть. Жінка розуміє, що історія жахів набирає сили і вже дотягнулася і до її сім’ї. Сага продовжує свої пошуки Клікера і врешті здобуває його, опинившись у ще одному Перехресті. Вона знову чує, крики Лоґан про допомогу та бачить силует Алана Вейка. Сигнал знову переривчастий, але він каже щось про Скретча та «ключ на свободу», що дивує Сагу, адже письменник вже вибрався з Темного місця. Жінка вимагає від нього відповіді, чи вписав Алан її сім’ю в свою кошмарну історію, але той зникає, перш ніж вона може отримати відповіді. Сага намагається подзвонити Кейсі та своїй сім’ї, проте жоден з них не відповідає. Поки Сага повертається до Брайт-Фоллз з Клікером, Алекс Кейсі розмовляє з Аланом. Тим часом Культ дерева готується до атаки. Лунають постріли і Культ кричить, що вони прийшли тільки за Вейком та не хочуть нікому зашкодити. Кейсі виходить на вулицю, щоб знайти хорошу точку огляду, тоді як Алан втрачає свідомість з невідомих причин. Отямившись, Алан бачить скривавлені тіла культистів навколо себе та усвідомлює, що Скретч найімовірніше втік з Темного місця разом з ним. Почувши Кейсі здалеку, Алан наздоганяє його, але знову непритомніє і один із культистів заносить над ним ножа, але Сага встигає вибити зброю з рук культиста, котрий виявляється Ілмо Коскела. У цей момент на місце події прибуває Федеральне Бюро Контролю, яке бере під варту Алана та всіх культистів. Командир підрозділу, Кіран Естевес (Яніна Ґаванкар), повідомляє, що Бюро забирає справу Вейка від ФБР під свою юрисдикцію. Коли Бюро залишає місце подій, Сага відмовляється визнати, що вона знята зі справи. Слідуючи курсом свого розслідування, Сага іде до пансіону пристарілих, де проживають брати Андерсони. По дорозі їй телефонує Тор і просить про допомогу, але сигнал переривається перш ніж той встигає пояснити ситуацію. У пошуках старого рокера Сага знову проходить через Перехрестя, де як і раніше бачить видіння Вейка. Він каже що Сага допомагає йому стати ближче до порятунку — це ще більше заплутує жінку, бо стає абсолютно неможливо розібратись на якому часовому проміжку вона спілкується з Аланом. Ситуація стає ще дивнішою, коли Сага каже, що Клікер у неї, проте Алан все ще просить його знайти. Жінка просить Алана прибрати Лоґан з його історії жахів, проте письменник не розуміє про що вона і їх зв’язок переривається. Тора вдається визволити, після чого той підтверджує здогадки Саги про їх сімейний зв’язок — мати Саги, Фрейя, є донькою Тора. Також стає зрозумілим, що сім’я Андерсонів має власні надприродні сили, що дозволяють їм опиратися впливу Темряви, зокрема Сага має дар ясновидіння і бачить саму сутність людей. Тор також каже, що сам по собі Клікер ні на що не впливає. Він каже, що це історія Тома, тож тільки він може її переписати. Не знаючи хто такий Том, Сага припускає, що дід говорить про Алана і направляється до відділку, де Бюро Контролю тримає письменника. Місце якраз перебуває під атакою Темряви — Естевез та Кейсі серйозно поранені, а сам Вейк та арештовані раніше культисти відрізані від допомоги в тюремному блоці. Діставшись до камери Вейка, Сага звинувачує письменника в тому що той вплутав її доньку в свою історію жахів. За допомогою Клікера Алан обіцяє все виправити, але коли Сага намагається віддати його, Скретч вселяється в тіло Вейка. За допомогою Естевез і спецобладнання Бюро Контролю, атаку Скретча вдається відбити і він в тілі Алана зникає в невідомому напрямку. Сага робить висновок, що Алан, котрого вони раніше забрали з берега озера, весь цей час був Скретчем, а справжній Алан Вейк досі лишається замкнутим в Темному місці. Також поговоривши з лідером так званого «Культу дерева», Ілмо Каскела, Сага дізнається про їх роль у цій історії. Насправді Культ — це місцеві ополченці, котрі таємно оберігають місто від захоплених Темрявою монстрів, а Найтінґейл «ожив» тільки тому, що необхідний для його знищення ритуал перервали непрохані свідки. |

| Кампанія Алана |
| Протягом першої розмови з агентами ФБР, Кейсі та Андерсон, письменник пригадує, що був на вечірньому телешоу під назвою «Між світами з Містером Дором» (англ. In Between With Mr. Door — тут присутня гра слів, адже прізвище цього персонажа буквально перекладається як «двері»). Ведучий шоу, Містер Дор (Девід Гервуд), представляє письменника публіці та бере інтерв’ю у спантеличеного Алана про нібито його нову книгу «Посвячення». Письменник не має жодного уявлення про що ця книга і запевняє, що не писав її. Це ігнорується присутніми, а ведучий жартома припускає, що можливо її написав злий двійник Алана, бо сюжет там також побудовано на тому, що придуманий автором жахливий світ переписує нашу реальність. Коли інтерв’ю добігає кінця, вогні на знімальному майданчику починають мерехтіти і Містер Дор та всі присутні там зникають. Наодинці Алан намагається покинути порожню студію, але його вбиває темна сутність, знову переносячи в свою кімнату-тюрму. Алан знову опиняється у своєму палаці мислення, згадуючи, що він у пастці Темного місця і розуміє, що повинен продовжувати писати. На сюжетній дошці він бачить, що насправді вже почав роботу над книгою «Посвячення» — там присутні сцени, що він тільки-но пережив на шоу Містера Дора. Тож він сідає за друкарську машинку і продовжує писати свою втечу. Він повертається на шоу, де знову зустрічається з доброзичливим ведучим Містером Дором, після чого знову опиняється один на знімальному майданчику. Досліджуючи порожню студію, він знаходить Аті (Мартті Суосало), знайомого гравцям по грі Control персонажа, який каже Вейку (називаючи його Томом), що той залишив у підвалі щось, що може допомогти йому втекти. У підвалі Алан знаходить взуттєву коробку з дивною лампою у формі янгола, що дозволяє йому маніпулювати навколишнім оточенням за допомогою світла. Що цікавіше, це та сама лампа з якої колись давно було зрізано вмикач — сумнозвісний «Клікер». Алан також знаходить запис того, як він пише свою втечу. Там показано, що він все далі й далі занурюється в божевілля та написав вже багато невдалих спроб вибратися. Все що він створює, спотворюється Темною сутністю і затягує письменника в нескінченний повторюваний цикл, з якого той не може вибратись. Виходячи зі студії Містера Дора на вулиці нічного Нью-Йорка, Алан чує дзвінок таксофона. Піднявши трубку, він розмовляє з незнайомцем, котрий каже йому йти на станцію метро неподалік. Алан відчуває, що впізнає голос, але не може сказати звідки. Через покинуті тунелі, де він зустрічає привітного незнайомця на ім'я Тім Брейкер, що зайнятий власним квестом пошуків Містера Дора, письменник досягає Перехрестя, де бачить труп Найтінґейла. Подібно до випадку з Сагою, місцевість навкруги починає змінюватись і перед ним з'являється проекція Саги Андерсон на озері Колдрен. Це саме момент після вбивства ожившего Найтінґейла у Перехресті реальностей. Алан пояснює їй, що намагається втекти з Темного місця, але сигнал швидко переривається. Розмірковуючи над особистістю незнайомки, Алан відчуває, що Темне місце змінилося. Завдяки тому, що письменник взаємодіє з реальним світом, він стає ближче до виходу зі свого кошмару. На виході з тунелю метро він бачить хмарочос, в якому жив зі своєю дружиною Еліс до того як потрапив в пастку Темряви. З таксофону неподалік знову лунає телефонний дзвінок, той самий невідомий голос каже Алану, що його дружина в небезпеці і він повинен дістатися до квартири, де зараз живе Еліс. На вході Алана спантеличує спалах встановленої там камери, що з якихось причин запрограмована автоматично фотографувати кожного, хто відкриває вхідні двері. Вейк чує, як в квартирі Еліс кричить, щоб її дали спокій. Квартира виявляється порожньої, досліджуючи її, письменник знаходить фрагмент документального фільму під назвою «Темне місце», де Еліс (Крістіна Коул) розповідає про своє життя з Аланом до його зникнення. Вона розповідає, що хоча подружнє життя з Аланом мало свої труднощі, вони любили одне одного. Потім вона переходить до творчої кризи Алана, кажучи, що та виявила в ньому темнішу сторону, тому Еліс організувала поїздку в Брайт-Фоллз до місцевого психіатра, а потім Алан раптово зник з її життя. Вона стверджує, що звинувачує себе в тому що з ним сталося (прим. найпоширеніша версія подій в Брайт-Фоллз 13-річної давнини стверджує, що Вейк втопився в озері Колдрон, а його тіла не знайшли). Далі вона пояснює, як у 2013 році почала чути звуки вночі — клавіші друкарської машинки, голос Алана та бачити в темряві фігуру схожу на Вейка. Вона вирішила взяти зроблені нею фотографії цієї фігури за основу свого фотомистецтва. Алан входить до свого старого кабінету в квартирі, проте письменник за друкарською машинкою там — мертвий. Тіло Алана Вейка невідомо скільки сидить за столом з кулею в голові, а перед ним лежить манускрипт «Повернення», ім’я автора на якому закреслено. Раптом в кімнаті з'являється темна хмара і вбиває Алана. Письменник знову прокидається в своїй кімнаті-тюрмі в Темному місці. Він пам'ятає сторінку манускрипта «Повернення», проте не пам'ятає як він його писав, хоча відчуває що це дуже важливо і цей манускрипт необхідно знайти. Також на сюжетній дошці він бачить чернетку рукопису «Посвячення» і те, що попередня спроба втечі з його допомогою закінчилась невдачею. Він вирішує написати цю книгу заново з метою знову дійти до свого кабінету у квартирі Еліс. Цикл починається заново і Алан після вечірнього шоу з Містером Дором виходить на вулиці Нью-Йорка, неподалік знову дзвонить таксофон. Той самий незнайомець запитує у Алана, що той пам'ятає. Письменник відповідає, що пам'ятає що Скретч загрожує Еліс та манускрипт під назвою «Повернення». Незнайомець каже, що їм з Аланом прийшов час зустрітися. Він направляє письменника в готель Оушнвью (знайомий гравцям по Control) і залишає ключ від кімнати 665. Діставшись до місця призначення, Алан зустрічає Тома Зейна (Ілкка Віллі), що, як виявляється, після всіх цих років досі перебуває в Темному місці і, ще дивніше, має таку ж зовнішність, як і сам Алан. Хоча раніше (в Alan Wake) той представлявся поетом, тепер він наполягає на тому, що завжди був режисером, а «Повернення» є їх спільним з Аланом проєктом і має стати ключем на свободу для них обох. В процесі їх розмови на екрані телевізора в кімнаті Зейна зʼявляється Джессі Фейден та Каспер Дарлінг (відомі гравцям по Control), які з невідомої причини розшукують «режисера». Том ховається і тікає, наказуючи Алану не казати нікому про їх зустріч. В готелі письменник потрапляє на ще одне Перехрестя, де знову бачить проекцію Саги Андерсон, але сигнал настільки слабкий, що він ледве розуміє сказане нею. Письменнику вдається дістатися своєї квартири, де його кабінет з друкарською машинкою і манускриптом «Повернення» знову закритий. У квартирі він знаходить фрагменти документального фільму Еліс, який показує, що вона не вірить у смерть Алана і одержима ідеєю його знайти, проте своїми пошуками тільки привабила до себе Скретча. Врешті письменнику вдається потрапити до свого, цього разу пустого кабінету. На столі він помічає закінчений манускрипт «Повернення» за авторством Алана Вейка, котрий виявляється історією жахів про те як Темрява виривається на свободу та підкорює Брайт-Фоллз. Письменник розуміє, що це написав сам Скретч у подобі Алана та в припадку злості викреслює ім'я автора. Він починає правити манускрипт, проте не в змозі змінити сам жанр оповіді, тож вирішує ввести в історію героя, що буде здатен побороти Темряву. Вибір падає на Сагу Андерсон, бо побачивши її у Перехресті, письменник розуміє, що вона вже перебуває у Брайт-Фоллз та якимось чином є учасником подій, що відбуваються там, проте Скретч чомусь залишив її поза своєю історією. Виправлення манускрипту займає в Алана занадто багато часу і в якийсь момент в кімнату вривається ще одна версія Вейка, як він думає сам Скретч, і пострілом у голову вбиває письменника. Замкнуте коло починається спочатку. Алан прокидається в своїй кімнаті-тюрмі в Темному місці, його зупинили до того як він закінчив редагувати «Повернення», тож цього разу йому знову потрібно дістатись до свого кабінету в квартирі Еліс та зустрітися з Томом Зейном. Він знову починає з телешоу, цього разу Містер Дор відкинув маску доброзичливого ведучого і постає в своїй справжній подобі могутньої сутності, що не прив'язана до жодних умовностей Темного місця та може пересуватись між реальностями за власним бажанням. Він каже, що вже втратив розуміння хто є ким в цій історії і Алан своїми циклічними оповідями сам заганяє себе в глухий кут. За словами Дора, Еліс та ще одна важлива самому Дору особа в небезпеці, через дії Алана, котрий щоб вибратися з пастки, використовує всі можливі методи, попри наслідки своїх дій. В кінці Містер Дор видає Алану суворе попередження: якщо вони зустрінуться знову, «він повинен виконати свою роль, або не заважати». Від Аті, Алан отримує два фото за авторством Еліс: на одному зображений Клікер, на іншому — куля, зроблена зі світла. Зейн під дулом пістолета зізнається, що вони дійсно співпрацювали з Аланом над своєю втечею. Проте в якийсь момент Алан здався і перестав писати, тоді до Тома прийшов Скретч і забрав недописаний манускрипт. На своєму шляху Алан знову проходить через Перехрестя, де зустрічає Сагу. Він каже їй, що намагається переписати «Повернення» і вписав її туди, як головну героїню. Майже діставшись до квартири Еліс, письменник чує дзвінок вуличного таксофону, на лінії цього разу — він сам з іншої реальності. Алан на тому кінці лінії каже, що йому вдасться вибратися, але не так, як тому б хотілося. Він також просить залишити фотографії, які раніше отримав від Аті у вказаному місці неподалік. За його словами, це пізніше допоможе не тільки самому Алану, але й Сазі та Еліс. Квартиру Еліс він знаходить пустою і явно нежилою, а свій кабінет закритим, хоча чує як за дверима хтось, як він вважає Скретч, знищує правки Алана до манускрипту «Повернення». Єдиним предметом тут є проєктор, що грає останній запис документального фільму Еліс, де вона зізнається, що не може втримати «монстра» у подобі Алана, що мучить її вже 10 років. Не витримавши ментальної напруги, жінка покінчила життя самогубством деякий час тому. Ошалівший від горя Алан вривається до кабінету з друкарською машинкою і вбиває сидячого за столом письменника. Отямившись, він усвідомлює що накоїв. Це був не Скретч, а він сам у замкнутому колі своєї ж історії. Він сам перешкодив собі виправити манускрипт написаний Скретчем, та найімовірніше, саме його, а не Скретча, бачила Еліс весь цей час. В момент усвідомлення, Вейка наздоганяє Темна сутність і його тіло зникає. |

| Фінал |
| У реальному світі, щоб визволити Алана з полону Темряви, агенти за допомогою братів Андерсонів відкривають Перехрестя на березі озера, де Сага використовує Клікер. На короткий момент вона бачить його тіло викинутим на берег, проте через секунду воно зникає. Сага розуміє, що її план удався, однак письменник з’явився не тут і зараз, а за кілька днів до цього, коли вони з Кейсі вперше знайшли його на березі. Вона також розуміє, що Алан і Скретч насправді одна і та ж особа. Скретч прибуває на берег, де після важкої битви агенти перемагають його, тим самим звільнивши Вейка від темної сутності, котра тепер перемістилася у Кейсі. Одержимий темною силою агент ФБР забирає у Саги Клікер і кидає її в глибини озера Колдрен. Алан, нарешті звільнившийся від Темряви, лишається на березі з агентом Естевез, Сага переміщується в пастку Темного місця в озері Колдрен, брати Андерсони ідуть за нею, щоб допомогти, а Скретч в тілі Кейсі з’являється в Брайт-Фоллз і натискає кнопку Клікера, втілюючи свою власну реальність. Він викидає Клікер і той провалюється в іншу реальність, де його ловить рука невідомої особи. Щоб зупинити Темряву, Алан прямує у Брайт-Фоллз і поринає у реальність створену Скретчем. Тут він планує переписати фінал «Повернення», яка у баченні Скретча була частиною трилогії з книг «Відбуття», «Посвячення» і «Повернення». Діставшись до свого кабінету, він сідає за свою друкарську машинку. Письменник повинен взяти все, що вже було написано, і розширити це до фіналу, який врятує всіх. Продумуючи свій фінал книги, Алан відчуває сторонню присутність в кімнаті. Тим часом Сага, потрапивши в альтернативну версію Нью-Йорка в Темному місці, отримує дзвінок від незнайомки, котра каже їй дістатися вказаного місця неподалік. Там Сага знаходить Клікер та кулю, зроблену зі світла. У наступному дзвінку та ж незнайомка каже, що Алан не зможе сам створити фінал і йому необхідна допомога. Використавши свої здібності ясновидіння, Сага зв'язується з Аланом, що вказує на те, що стороння присутність, яку він відчув раніше, насправді була її. Разом вони пишуть новий фінал історії. Скретч в тілі Кейсі вривається в кабінет Алана. В цей момент Сага використовує Клікер, що запускає створений ними фінал. Темна сутність покидає Кейсі і знову переселяється до Алана. Сага стріляє у Вейка світловою кулею. У сцені після титрів ми бачимо останнє повідомлення Еліс до Алана, хоч і невідомо, чи він колись його побачить. Вона каже, що інсценувала своє самогубство для того, щоб обдурити Скретча, котрий переслідував її. Насправді вона сама стрибнула в озеро Колдрен, щоб допомогти Алану втекти і розуміючи, що сам він не впорається. Судячи з того як вправно їй вдалося направити Сагу до Алана і віддати їм Клікер та світлову кулю, Еліс на момент фіналу гри знаходиться там вже деякий час. На останніх кадрах можна побачити Алана Вейка, який приходить до тями після пострілу Саги. Приголомшений письменник розуміє, що знаходиться не у часовій петлі, а у спіралі, промовляючи фразу, дуже схожу на його останні слова з фіналу першої частини (прим. «Це не озеро… це океан»). |

## Розробка
Remedy Entertainment випустила Alan Wake у 2010 році. Студія зробила висновки з часів роботи над Max Payne і написала Alan Wake таким чином, щоби можна було розповісти додаткову історію в продовженнях та іншому контенті. Після випуску Alan Wake команда почала обговорювати ідею продовження, у якому Алан Вейк, як і раніше, мав бути головним героєм, але також планувалося дослідити історії другорядних персонажів, як-от Баррі Віллера, друга Вейка, та шерифа Сари Брейкер. Розробники створили прототип, щоби продемонструвати ігровий процес Alan Wake 2 потенційним видавцям. У прототипі були показані нові вороги та ігрові механіки, як-от можливість переписати реальність. Гра була задумана як пряме сюжетне продовження Alan Wake. Зрештою, Remedy представила проєкт Microsoft Studios, видавцеві першої частини, проте той не був зацікавлений у продовженні на той час і натомість доручив Remedy створити щось нове. Цим новим проєктом стала Quantum Break, випущена у 2016 році. Більшість ідей для Alan Wake 2 були реалізовані в American Nightmare, завантажуваному вмісті для першої частини.
Коли анонсували Quantum Break, Сем Лейк сказав, що продовження Alan Wake було відкладено, а сама гра не стала достатньо фінансово успішною для отримання фінансування, необхідного, щоби продовжити розробку другої частини в той час. Томас Пуха, директор зі зв'язків із громадськістю Remedy, заявив у квітні 2019 року, що студія ненадовго повернулася до Alan Wake 2 приблизно двома роками раніше, але згодом припинила роботи, зосередившись на своїй новій грі Control та підтримці Smilegate у розробці CrossfireX, а також неназваному проєкту. Пуха додав, що єдиними обмежувальними чинниками для роботи над продовженням Alan Wake були «час, гроші та ресурси». Попри це, Лейк продовжував працювати у Remedy, обмірковуючи ідеї та різні концепції для Alan Wake 2. Усередині студії проєкт отримав кодову назву Project Big Fish (укр. Проєкт «Велика риба»), що свідчило про його важливість та значущість для Remedy. У другому завантажуваному вмісті для Control, наступній грі Remedy після Quantum Break, Алана Вейка показали як одного із персонажів. Розробники заявили, що Control започаткувала «мультивсесвіт Remedy», який також є місцем дій Alan Wake та наступної гри студії.
У липні 2018 року генеральний директор Remedy Тіло Віртала заявив, що для будь-яких подальших продовжень Alan Wake знадобиться схвалення Microsoft Studios як правовласника на видання, хоча в іншому Remedy володіла рештою прав на серію. У липні 2019 року студія повністю придбала права на Alan Wake у Microsoft, включно з одноразовою виплатою роялті в розмірі близько €2,5 млн за минулі продажі ігор серії, що допомогло створити умови для розробки продовження. 2021 року було оголошено, що Remedy підписала контракт із Epic Games Publishing на випуск двох ігор. Remedy випустила ремастер Alan Wake у жовтні 2021 року як першу гру цієї угоди, у той час як другою стала Alan Wake 2, яка була офіційно анонсована 9 грудня на церемонії The Game Awards.
Згідно з Лейком, Alan Wake 2 буде використовувати ігровий рушій Northlight, створений Remedy, і буде грою в жанрі survival horror, на відміну від першої частини, яка була бойовиком з елементами жахів. Лейк також додав, що гравцям не потрібно буде грати в попередні ігри серії, щоби зрозуміти Alan Wake 2. Як і попередня частина, гра матиме управління від третьої особи, тоді як актори Ілкка Віллі та Метью Порретта знову виконають захоплення руху та озвучування Алана відповідно. На відміну від першої частини, яка була випущена із віковим рейтингом «Для підлітків», продовження матиме рейтинг «Для дорослих»; Лейк заявив, що цей вибір зумовлений небажанням студії робити поступки щодо контенту або піддавати його цензурі та назвав рейтинг таким, що «розкріпачує». Разом із цим він сказав, що Remedy не прагне додати «шокуючий» контент без підстав для цього.
У травні 2023 року під час PlayStation Showcase було продемонстровано перший геймплейний трейлер, а також розкрито дату виходу гри, 17 жовтня 2023 року, і у той же час відкрито передзамовлення у Epic Games Store, PlayStation Store і Xbox Live. Слід зауважити, що офіційний сайт гри має свою українську сторінку, а українська текстова локалізація гри стала доступна на релізі. У серпні розробник переніс вихід гри на 10 днів, щоб уникнути зіткнення з великими релізами жовтня.

### Завантажувальний контент
Перше доповнення під назвою Night Springs вийшло 8 червня 2024 року. Воно складається з трьох епізодів, що пропонують альтернативні сценарії подій у Брайт-Фолс та містять відсилки до персонажів мультивсесвіту Remedy. Друге доповнення The Lake House вийшло 22 жовтня 2024 року. Це кросовер із серією Control, де сюжет подається з точки зору агентки Кіран Естевес.

### Саундтрек
Партитуру до Alan Wake 2 створив Петрі Аланко. Крім того у грі звучать три пісні групи Poets of the Fall створені суто для Alan Wake 2, де учасники гурту не тільки виконали їх, а й зіграли молодих «Old Gods of Asgard»: Одіна (Марко Сааресто) та Тора (Маркус Каарлонен) Андерсонів і Товстого Боба (Оллі Тукіайнен). 15 листопада 2023 року група випустила міні-альбом з піснями з гри: «Herald of Darkness», «Dark Ocean Summoning» і «Anger's Remorse» під псевдонімом Old Gods of Asgard.
На додаток до оригінального саундтреку та вищезазначених пісень, Alan Wake 2 містить і ліцензовану музику, що зазвичай використовується наприкінці кожного епізоду. Ці треки були створені з нуля провідним фінським музичним продюсером Юккою Іммоненом у співпраці з місцевими музикантами та композиторами. Кожна пісня та текст спеціально створені, щоб відповідати світу Alan Wake 2, та узгоджені з креативним директором гри Семом Лейком. Після релізу, ці сім пісень було об'єднано в збірку «Alan Wake 2: Chapter Songs» та випущено для прослуховування у Spotify, Apple Music та інших платформах на безплатній основі.

## Маркетинг
Alan Wake 2 випускається лише у цифровому форматі. Серед причин відмови від дискових версій гри, компанія вказала загальний перехід індустрії на цифрову дистрибуцію, адже останнє покоління консолей взагалі немає дисководів у комплектації, а також бажання зберегти ціну на рівні $60 для консольних і $50 для ПК-версій, у той час як більшість світових компаній переходять на $80 і $70 відповідно. Також компанія зауважила, що «не хотіли випускати гру на диску й робити її завантаження обов'язковим — ми вважаємо, що це теж не дуже зручно».
Новина про відсутність фізичної дискової версії гри та колекційного видання сколихнула справжню бурю серед фанатів, які почали бомбардувати соціальні мережі Remedy з проханням переглянути це питання. Дійшло до того, що видавець оригінальної Alan Wake, THQ Nordic, котрий жодним чином не задіяний в розробці Alan Wake 2 офіційно запропонував свої послуги у виданні фізичної версії гри, на що Remedy поки що ніяк не відповіли.
У червні 2023 року Remedy спільно з фінською світлотехнічною компанією Airam анонсували обмежену лінійку термосів з ігровою символікою «Oh Deer Diner», які повинні були стати доступними для продажу у вересні того ж року. Пізніше реліз мерчу відклали на жовтень, а з виходом продукції на ринок виявилось, що продаж реалізується суто фінським магазином, що майже унеможливлює придбання з інших країн світу. Незабаром після цього Remedy повідомили про продаж на міжнародному рівні в інтернет-магазині, але партія була настільки незначна, що товар розкупили в лічені хвилини. Тим, кому пощастило придбати свій термос, все одно довелося мати справу з високими тарифами доставки, що для деяких країн виявились більшими, ніж ціна самого термоса.
За кілька тижнів до релізу гри у Fortnite Creative став доступний переказ основних подій оригінальної Alan Wake, що дозволило новим гравцям ознайомитись з подіями першої гри. Скін Алана Вейка був доданий до Fortnite Battle Royale як частина внутрішньоігрової події Fortnitemares 2023.

## Оцінки і нагороди
| Агрегатор  | Оцінка                            |
| ---------- | --------------------------------- |
| Metacritic | ПК: 89/100 PS5:87/100 Xbox:94/100 |
| OpenCritic | 92%                               |

| Видання               | Оцінка        |
| --------------------- | ------------- |
| Eurogamer             | [ 56 ]        |
| Game Informer         | 7.8/10        |
| GameSpot              | 10/10         |
| GamesRadar+           | [ 59 ]        |
| IGN                   | 9/10          |
| Polygon               | Рекомендовано |
| Shacknews             | 9/10          |
| The Guardian          | [ 63 ]        |
| Video Games Chronicle | [ 64 ]        |
| VG247                 | [ 65 ]        |
| GameRant              | [ 66 ]        |
| The Gamer             | [ 67 ]        |

За даними агрегатора рецензій Metacritic, Alan Wake 2 отримала «Загалом схвальні» відгуки для версій ПК і PS5.
Марк Делані з GameSpot високо оцінив зміщення акценту з бойовика, яким по суті була оригінальна Alan Wake, на survival horror та умілим використанням найкращих механік цього жанру. Він також похвалив значно покращений ШІ, назвавши його «краще збалансованим» та «розумнішим». Трістіан Огілві з IGN доповнив цю думку окремо виділивши битви з босами, назвавши їх «надзвичайно шаленими і виразними». Хоча Кайл Гіллард з Geme Informer в цілому залишився задоволеним механіками бою та дослідженням світу, проте зауважив, що занадто часте використання одних і тих же прийомів може набридати: «Ви повинні пройти через ці електронні двері, але як тільки ви підходите до них, електрика вимикається, і ви повинні знайти предмети A, B і C, щоб відновити електрострум. Варіації цього відбуваються постійно. Тематично має сенс, що історія, яка пишеться під час вашого просування, створює перешкоди, які сповільнюють вас, але на практичному рівні вона виглядає антагоністичною для гравця, що просто дратує». Рік Лейн з The Guardian розкритикував бойову механіку: «[...] AW2 розчаровує своїм боєм. Це повільніший, методичніший шутер, ніж перша гра, сильно натхненний нещодавніми ремейками Resident Evil від Capcom з мінімальною  кількістю іновацій».
Більшість критиків залишилися в захваті від безшовного поєднання геймплею та live-action сцен. За словами Делані: «Remedy завжди використовували елементи live-action у своїх іграх, але ніколи ще в таких пропорціях чи в такий конкретний спосіб.[...] На відміну від Quantum Break, де [live-action] руйнують гравцям імерсив, це скоріше еволюція стилю Remedy, яка вперше була використана в Control, але з меншим ефектом». Його підтримує Таурік Муса з The Verge: «Подібно до Control і Quantum Break, Alan Wake 2 поєднує живі катсцени з ігровим процесом. Але графіка настільки вражаюча, що знадобиться деякий час, щоб відрізнити їх. Освітлення, дизайн і художній стиль бездоганно поєднані з впевненістю команди, яка точно знає світ, який вони хочуть створити, історію, яку хочуть розповісти, і почуття, які вони хочуть викликати».
Марк Делані з GameSpot похвалив розробників за вдалу ідею розділення сюжету на дві кампанії, назвавши це «розумним способом розширити привабливість для більшої авдиторії», яка у випадку AW2 складається з тих, хто, можливо, вперше знайомиться з її таємничим сюжетом, і непохитних фанів, хто будував теорії сюжетних поворотів гри в своїх думках більше десяти років. Цю тезу доповнює Рік Лейн з The Guardian: «Remedy Entertainment розділяє історію між двома різними точками зору, використовуючи їх, щоб поперемінно обґрунтовувати та розширити оповідь. У результаті вийшло надзвичайно цікаве поєднання процедурного детективу та сюрреалістичного фільму про виживання, недоліки якого успішно затіняються сильнішими наративами та нескінченно винахідливими образами».
Щодо технічної складової і продуктивності, у грі на релізі відмічалися деякі проблеми. Рецензент з Geme Informer зіткнувся з «кількома помилками, які вимагали частих перезапусків і одного повного перевстановлення». Компанію йому склав Муса з The Verge, у якого «зникали підказки для взаємодії з предметами, вимагаючи перезавантаження — що часто викликало розчарування, оскільки це означало досить значне повернення назад, зокрема повторення складних битв». Помилки, як-то застрягання протагоніста в текстурах, втрата можливості використовувати зброю під час бою та інше розробники пообіцяли виправити в найближчий час після релізу. Варто також відмітити незадовільний стан локалізацій гри на інші мови в цілому та українську зокрема. Локалізація виглядає ледь відредагованим машинним перекладом з повною відсутністю автентичних шрифтів, відсутністю узгодження власних назв та імен персонажів і відсутністю хоча б мінімального розуміння ігрового лору.
| Рік  | Нагорода               | Категорія                          | Примітки                                         | Результат | Дж.    |
| ---- | ---------------------- | ---------------------------------- | ------------------------------------------------ | --------- | ------ |
| 2023 | Golden Joystick Awards | Вибір критиків                     |                                                  | Перемога  | [ 75 ] |
| 2023 | Golden Joystick Awards | Найкращий ігровий трейлер          | The Dark Place Gameplay Trailer                  | Номінація | [ 75 ] |
| 2023 | Golden Joystick Awards | Найкращий виконавець головної ролі | Ілкка Віллі / Метью Порретта за роль Алана Вейка | Номінація | [ 75 ] |
| 2023 | Golden Joystick Awards | Найкращий виконавець головної ролі | Мелані Лібурд за роль Саги Андерсон              | Номінація | [ 75 ] |
| 2023 | Golden Joystick Awards | Гра року                           |                                                  | Номінація | [ 75 ] |
| 2023 | Golden Joystick Awards | Студія року                        | Remedy Entertainment                             | Номінація | [ 75 ] |
| 2023 | The Game Awards        | Гра року                           |                                                  | Номінація | [ 77 ] |
| 2023 | The Game Awards        | Найкращий геймдизайн               |                                                  | Перемога  | [ 77 ] |
| 2023 | The Game Awards        | Найкращий наратив                  |                                                  | Перемога  | [ 77 ] |
| 2023 | The Game Awards        | Найкращий художній дизайн          |                                                  | Перемога  | [ 77 ] |
| 2023 | The Game Awards        | Найкраща композиція та музика      |                                                  | Номінація | [ 77 ] |
| 2023 | The Game Awards        | Найкращий аудиодизайн              |                                                  | Номінація | [ 77 ] |
| 2023 | The Game Awards        | Найкраща акторська гра             | Мелані Лібурд за роль Саги Андерсон              | Номінація | [ 77 ] |
| 2023 | The Game Awards        | Найкраща пригодницька гра          |                                                  | Номінація | [ 77 ] |